# Selección de fútbol sala de Georgia
La Selección de fútbol sala de Georgia es el equipo que representa al país en la Copa Mundial de fútbol sala de la FIFA, en la Eurocopa de fútbol sala y en otros torneos de la especialidad; y es controlado por la Federación de Fútbol de Georgia.

## Estadísticas

### Copa Mundial de Futsal FIFA
| Copa Mundial de fútbol sala de la FIFA | Copa Mundial de fútbol sala de la FIFA | Copa Mundial de fútbol sala de la FIFA | Copa Mundial de fútbol sala de la FIFA | Copa Mundial de fútbol sala de la FIFA | Copa Mundial de fútbol sala de la FIFA | Copa Mundial de fútbol sala de la FIFA | Copa Mundial de fútbol sala de la FIFA |
| Año                                    | Ronda                                  | J                                      | G                                      | E                                      | P                                      | GF                                     | GC                                     |
| -------------------------------------- | -------------------------------------- | -------------------------------------- | -------------------------------------- | -------------------------------------- | -------------------------------------- | -------------------------------------- | -------------------------------------- |
| 1992                                   | No participó                           | No participó                           | No participó                           | No participó                           | No participó                           | No participó                           | No participó                           |
| 1996                                   | No clasificó                           | No clasificó                           | No clasificó                           | No clasificó                           | No clasificó                           | No clasificó                           | No clasificó                           |
| 2000                                   | No clasificó                           | No clasificó                           | No clasificó                           | No clasificó                           | No clasificó                           | No clasificó                           | No clasificó                           |
| 2004                                   | No clasificó                           | No clasificó                           | No clasificó                           | No clasificó                           | No clasificó                           | No clasificó                           | No clasificó                           |
| 2008                                   | No clasificó                           | No clasificó                           | No clasificó                           | No clasificó                           | No clasificó                           | No clasificó                           | No clasificó                           |
| 2012                                   | No clasificó                           | No clasificó                           | No clasificó                           | No clasificó                           | No clasificó                           | No clasificó                           | No clasificó                           |
| 2016                                   | No clasificó                           | No clasificó                           | No clasificó                           | No clasificó                           | No clasificó                           | No clasificó                           | No clasificó                           |
| 2021                                   | No clasificó                           | No clasificó                           | No clasificó                           | No clasificó                           | No clasificó                           | No clasificó                           | No clasificó                           |
| Total                                  | 0/9                                    | -                                      | -                                      | -                                      | -                                      | -                                      | -                                      |

### Eurocopa de Fútbol Sala
| Eurocopa de Fútbol Sala | Eurocopa de Fútbol Sala | Eurocopa de Fútbol Sala | Eurocopa de Fútbol Sala | Eurocopa de Fútbol Sala | Eurocopa de Fútbol Sala | Eurocopa de Fútbol Sala | Eurocopa de Fútbol Sala |
| Año                     | Ronda                   | J                       | G                       | E                       | P                       | GF                      | GC                      |
| ----------------------- | ----------------------- | ----------------------- | ----------------------- | ----------------------- | ----------------------- | ----------------------- | ----------------------- |
| 1996                    | No clasificó            | No clasificó            | No clasificó            | No clasificó            | No clasificó            | No clasificó            | No clasificó            |
| 1999                    | No clasificó            | No clasificó            | No clasificó            | No clasificó            | No clasificó            | No clasificó            | No clasificó            |
| 2001                    | No clasificó            | No clasificó            | No clasificó            | No clasificó            | No clasificó            | No clasificó            | No clasificó            |
| 2003                    | No clasificó            | No clasificó            | No clasificó            | No clasificó            | No clasificó            | No clasificó            | No clasificó            |
| 2005                    | No clasificó            | No clasificó            | No clasificó            | No clasificó            | No clasificó            | No clasificó            | No clasificó            |
| 2007                    | No clasificó            | No clasificó            | No clasificó            | No clasificó            | No clasificó            | No clasificó            | No clasificó            |
| 2010                    | No clasificó            | No clasificó            | No clasificó            | No clasificó            | No clasificó            | No clasificó            | No clasificó            |
| 2012                    | No clasificó            | No clasificó            | No clasificó            | No clasificó            | No clasificó            | No clasificó            | No clasificó            |
| 2014                    | No clasificó            | No clasificó            | No clasificó            | No clasificó            | No clasificó            | No clasificó            | No clasificó            |
| 2016                    | No clasificó            | No clasificó            | No clasificó            | No clasificó            | No clasificó            | No clasificó            | No clasificó            |
| 2018                    | No clasificó            | No clasificó            | No clasificó            | No clasificó            | No clasificó            | No clasificó            | No clasificó            |
| 2022                    | Cuartos de final        | 4                       | 2                       | 0                       | 2                       | 6                       | 14                      |
| Total                   | 1/12                    | 4                       | 2                       | 0                       | 2                       | 6                       | 14                      |

## Récord ante otras selecciones
| Rival               | G  | E  | P  | GF-GC     |
| ------------------- | -- | -- | -- | --------- |
| Albania             | 1  |    |    | 3 - 0     |
| Andorra             | 1  |    |    | 3 - 1     |
| Angola              |    |    | 1  | 2 - 3     |
| Armenia             |    | 1  |    | 2 - 2     |
| Azerbaiyán          | 2  | 1  | 6  | 10 - 22   |
| Bielorrusia         | 2  | 1  | 1  | 12 - 12   |
| Croacia             |    |    | 4  | 4 - 19    |
| Chipre              |    |    | 1  | 1 - 4     |
| República Checa     |    |    | 2  | 3 - 14    |
| Inglaterra          | 3  | 1  |    | 17 - 8    |
| Estonia             | 2  |    |    | 14 - 3    |
| Francia             | 2  | 1  | 2  | 19 - 15   |
| Gibraltar           | 1  |    |    | 15 - 1    |
| Grecia              | 1  |    | 2  | 11 - 10   |
| Alemania            | 2  |    |    | 9 - 0     |
| Hungría             |    |    | 1  | 3 - 14    |
| Irán                | 2  |    |    | 6 - 2     |
| Italia              |    |    | 3  | 4 - 18    |
| Kazajistán          | 1  |    | 5  | 11 - 17   |
| Libia               |    |    | 1  | 1 - 4     |
| Lituania            | 2  |    |    | 12 - 2    |
| Macedonia del Norte |    |    | 3  | 6 - 13    |
| Malta               | 5  |    |    | 37 - 4    |
| Moldavia            | 2  | 3  |    | 17 - 15   |
| Países Bajos        |    |    | 1  | 3 - 7     |
| Portugal            | 1  |    | 9  | 10 - 73   |
| Rumania             |    |    | 3  | 1 - 19    |
| Rusia               |    |    | 2  | 5 - 17    |
| Serbia              |    |    | 5  | 8 - 26    |
| Eslovenia           |    |    | 1  | 0 - 5     |
| España              |    |    | 5  | 4 - 56    |
| Suiza               |    | 1  |    | 1 - 1     |
| Turquía             | 2  |    | 1  | 12 - 10   |
| Ucrania             | 1  |    | 1  | 11 - 15   |
| Uzbekistán          |    | 1  | 1  | 3 - 6     |
| 35 países           | 33 | 10 | 61 | 271 - 429 |

## Jugadores

### Última convocatoria
Lista de jugadores para la Eurocopa de fútbol sala de 2022:
| No. | Pos. | Jugador              | Fecha de nacimiento (edad)         | Apa. | Goles | Club                 |
| --- | ---- | -------------------- | ---------------------------------- | ---- | ----- | -------------------- |
| 1   | POR  | Zviad Kupatadze      | 30 de octubre de 1979 (45 años)    |      |       | Gazprom-Ugra Yugorsk |
| 12  | POR  | Tornike Bukia        | 15 de mayo de 1994 (30 años)       |      |       | FC Kemi              |
| 7   | DEF  | Shota Tophuria       | 15 de mayo de 1990 (34 años)       |      |       | Telasi-Georgians     |
| 10  | DEF  | Roninho              | 4 de abril de 1987 (37 años)       |      |       | Halle-Gooik          |
| 13  | DEF  | Fumaça               | 14 de abril de 1985 (39 años)      |      |       | Mouvaux Lille        |
| 16  | DEF  | Thales Feitosa       | 14 de abril de 1988 (36 años)      |      |       | CR Candoso           |
| 17  | DEF  | Archil Sebiskveradze | 14 de agosto de 1989 (35 años)     |      |       | FC Viimsi            |
| 18  | DEF  | Bynho                | 22 de noviembre de 1992 (32 años)  |      |       | Xota FS              |
| 2   | DEL  | Chaguinha            | 25 de julio de 1988 (36 años)      |      |       | Palma Futsal         |
| 3   | DEL  | Bruno Petry Branco   | 22 de marzo de 1989 (35 años)      |      |       | Jaén FS              |
| 5   | DEL  | Giorgi Ghavtadze     | 30 de octubre de 2000 (24 años)    |      |       | PMFK Sibiryak        |
| 6   | DEL  | Janiko Giorgaia      | 17 de octubre de 1996 (28 años)    |      |       | Telasi-Georgians     |
| 8   | DEL  | Vakhtang Kekelia     | 10 de septiembre de 1989 (35 años) |      |       | FC Sipar             |
| 9   | DEL  | Irakli Todua         | 7 de septiembre de 1990 (34 años)  |      |       | Telasi-Georgians     |
| 11  | DEL  | Vakhtang Jvarashvili | 30 de agosto de 1994 (30 años)     |      |       | Telasi-Georgians     |
| 14  | DEL  | Simi Saiotti         | 15 de febrero de 1987 (38 años)    |      |       | Jimbee Cartagena     |
| 15  | DEL  | Nikoloz Kurtanidze   | 1 de marzo de 1993 (32 años)       |      |       | PSP                  |
| 19  | DEL  | Elisandro Gomes      | 11 de diciembre de 1986 (38 años)  |      |       | SC Braga/AAUM        |
| 20  | DEL  | Giorgi Chimakadze    | 2 de julio de 1997 (27 años)       |      |       | TSU                  |